# Gli eredi della terra (romanzo Ildefonso Falcones)
Gli eredi della terra è un romanzo storico del 2016 dello scrittore spagnolo Ildefonso Falcones.
Si tratta del seguito del romanzo La cattedrale del mare che, ambientato a Barcellona nel XIV secolo, riprende l'azione tre anni dopo la fine del primo libro.

## Adattamento
Il 22 maggio 2020, Atresmedia e Netflix hanno annunciato di aver raggiunto un accordo per la produzione dell'adattamento dell'omonimo romanzo, divenendo un sequel de La cattedrale del mare. Nel novembre dello stesso anno sono iniziate le riprese e la serie è stata successivamente distribuita su Netflix il 15 aprile 2022.